# Svojšice (zámek)
Svojšice jsou barokně-klasicistní zámek ve stejnojmenné obci v okrese Kolín ve Středočeském kraji. Zámek je chráněn jako kulturní památka. Je v majetku hlavního města Prahy. Od roku 1945 do roku 2020 zámek slouží jako sociální ústav a domov důchodců. V současnosti (2024) je na zámek na prodej.

## Historie
Zámek založila na místě původní tvrze Anna Kamila z Enkenfurtu po roce 1638. Zpustlou tvrz jí prodal Karel Eusebius Mracký, společně s vypáleným dvorem a dalšími třemi vesnicemi. Nová majitelka na základech tvrze začala budovat nový raně barokní zámek. Byla to jednopatrová budova s uzavřeným nádvořím čtvercového půdorysu s valbovou střechou. Jednotlivá křídla byla v prostoru nádvoří lemována otevřenými arkádami na čtverhranných pilířích. Vstupní průčelí zámku bylo na východní straně. Ještě než byl zámek dokončen, Anna Kamila Svojšice prodala Michalu Osvaldovi Thun-Hohensteinovi, který stavbu dokončil v roce 1678. Poté se na zámku vystřídalo ještě několik majitelů, než zámek koupil od Kaisersteinů hrabě Michael Jan Althann v roce 1738. Ten připojil Svojšice ke svému rodovému panství Králíky. V roce 1751 zámek vyhořel. Poté byl v letech 1755–1758 byl opravován a při této příležitosti byl zámek rokokově přestavěn. Autorem přestavby byl Ignác Jan Nepomuk Palliardi. Přestavbou byly zvýrazněny nárožní rizality a stavba byla zvýšena o jedno patro, včetně nárožních věží. Budova byla nově zastřešena mansardovými střechami. Upraven byl i vstupní portál, který byl ozdoben a v jižním křídle vznikla kaple svatého Jana Nepomuckého. Bohatě ozdobeny byly i fasády zámku rozčleněné římsami, pilastry a nadokenními frontony. Kolem zámku byl zřízen park a zámecká zahrada.
V roce 1775 by zámek obsazen vzbouřenými poddanými. Poslední velká stavební úprava zámku v klasicistním stylu je z roku 1847, kdy Michal Josef Althann nechal zvýšit jižní a východní křídlo o jedno patro. Současně byly i o jedno patro zvýšeny nárožní věže na východní straně. Bylo také odstraněno mansardové zastřešení a zrušeny arkády na nádvoří. Fasády přestavěných křídel byly ozdobeny bosáží a zcela se odlišily od původních fasád, čímž byl porušen i celistvý vzhled a charakter zámku. V průčelí zámku byl upraven vstup. Střední rizalit v průčelí byl zvýšen o dvě patra a zakončen štítem s erbem Althannů. V rámci přestavby byly upraveny i hospodářské stavení náležející k zámku. Michal Josef Althann umístil do zámku knihovnu, ve které byly soustředěny ekonomické spisy. Althannům zámek patřil až do roku 1923, poté jej při první pozemkové reformě věnoval Michal Karel Althann řádu anglických panen. Ten zámek přizpůsobil charitativním účelům k němuž byly upraveny především interiéry v přízemí. Od roku 1945 zámek sloužil jako domov pro seniory a sociální ústav pro mentálně postižené hlavního města Prahy. V letech 1995–2000 proběhla památková obnova celé stavby. V roce 2020 rozhodl pražský magistrát o přestěhování klientů ústavu, kvůli neefektivnosti hospodaření a nevyhovujícím podmínkám pro klienty. Kvůli špatnému technickém stavu byl v roce 2021 vyklizen a dán k prodeji jako zbytný majetek.

## Popis
Z původní tvrze, která předcházela nynější stavbu se dochovaly zbytky příkopu kolem zámku. Zámek tvoří čtyřkřídlá budova s uzavřeným nádvořím. Vstup do zámku se nachází na východní straně. Klasicistně přestavěná východní a jižní křídla zámku jsou dvoupatrové zatímco západní a severní křídlo jsou jednopatrové. Nároží zámku zdobí věže, které mají na západní straně dvě patra a na východní straně tři patra. Na nádvoří severního a západního křídla jsou zasklené arkády. Na jižní a východní straně jsou arkády zazděné a pouze naznačené na fasádě. Fasády jižního a východního křídla se výrazně odlišují od zbytku stavby. Interiéry v přízemí jsou klenuté, zatímco v patrech jsou stropy ploché. Jižně a východně od zámku se nachází hospodářské objekty a na severozápadní straně park a zámecká zahrada.